# 峰爆
《峰爆》（英語：Cloudy Mountain），原名《无限深度》，2021年中国大陆灾难片，导演李骏，主演朱一龙、黄志忠、焦俊艳、陈数。

## 剧情
一座修建十年的隧道即将竣工之际，受全球地质变动影响，地裂、地震、山体滑坡、泥石流等一系列地质灾害呼啸而至，隧道与整个县城危在旦夕，以洪翼舟、洪赟兵、丁雅珺、卢小靳为代表的基建人绝境处挺身而出，为了守护县城16万人的安危，他们不惜炸毁承载了十年心血的隧道。

## 演员
- 朱一龙 出演 洪翼舟
- 黄志忠 出演 洪赟兵，洪翼舟之父
- 陈数 出演 丁雅珺
- 焦俊艳 出演 卢小靳
- 卢思宇 出演 李晓剑
- 仉上明珠 出演 余萍萍
- 乔欣
- 于莎莎

## 奖項记录
| 日期           | 頒獎方                           | 奖项                       | 入圍者         | 结果   |
| -------------- | -------------------------------- | -------------------------- | -------------- | ------ |
| 2022年4月      | 第33届华鼎奖                     | 中国电影满意度调查50强榜单 | 《峰爆》       | 第32名 |
| 2022年9月3日   | 第19届电影频道传媒大奖           | 最受传媒关注男主角         | 朱一龙         | 提名   |
| 2022年9月3日   | 第19届电影频道传媒大奖           | 最受传媒关注视觉效果       | 安载民、黄珹浚 | 提名   |
| 2022年10月29日 | 第十六届精神文明建设“五个一工程” | 优秀作品奖                 | 《峰爆》       | 獲獎   |
| 2022年11月     | 第18届中美电影节                 | 金天使奖（电影作品奖）     | 《峰爆》       | 獲獎   |
| 2022年11月     | 第18届中美电影节                 | 年度最佳女配角             | 陈数           | 獲獎   |
| 2022年12月     | 第十四屆澳門國際電影節           | 最佳影片                   | 不適用         | 提名   |
| 2022年12月     | 第十四屆澳門國際電影節           | 最佳男主角                 | 朱一龍         | 提名   |
| 2022年12月     | 第十四屆澳門國際電影節           | 最佳女配角                 | 陳數           | 提名   |
| 2023年4月      | 2023青岛影视周暨第三届金海鸥奖   | 杰出探索荣誉               | 《峰爆》       | 提名   |
| 2023年4月      | 2023青岛影视周暨第三届金海鸥奖   | 杰出摄影指导               | 《峰爆》       | 獲獎   |
| 2023年5月      | 第19屆中國電影華表獎             | 优秀故事片                 | 《峰爆》       | 提名   |